# C2C (groep)
C2C is een Franse dj-groep. De groep werd opgericht in 1998. C2C bestaat uit vier deejays: 20syl en Greem uit Hocus Pocus en Atom en Pfel uit Beat Torrent. Alle leden komen uit de Franse stad Nantes.

## Biografie
De groep kwam elkaar voor het eerst tegen in de eerste klas van de middelbare school in de regio Parijs. De naam werd toen gevormd, geïnspireerd op de initialen van een van de leden. C2C is tot 4 keer toe achter elkaar wereldkampioen DMC geworden bij de teams. De groep won in 2006 ook het ITF team kampioenschap. 20Syl en Greem zijn samen ook de grondleggers van de jazz-rap groep Hocus Pocus. Atoom en Pfel vormen samen het duo Beat Torrent. De eerste EP, Down The Road kwam uit op 23 januari 2012. Na een tournee door Frankrijk, gekenmerkt door de grote festivals, bracht de Franse dj-groep op 3 september hun debuutalbum TETR4 uit.

## Wedstrijden
| Jaar | Prijs               | Wedstrijd                                  |
| ---- | ------------------- | ------------------------------------------ |
| 2006 | Wereldkampioen team | International Turntablist Federation (ITF) |
| 2006 | Wereldkampioen team | Disco Mix Club (DMC)                       |
| 2005 | Wereldkampioen team | Disco Mix Club (DMC)                       |
| 2004 | Wereldkampioen team | Disco Mix Club (DMC)                       |
| 2003 | Wereldkampioen team | Disco Mix Club (DMC)                       |

## Discografie
Albums
- Tetra (2012)

Ep's
- Down The Road (2012)